# SS France (1910)
O SS France foi um navio de passageiros francês operado pela Compagnie Générale Transatlantique e construído pela Chantiers de Penhoët em Saint-Nazaire. Sua construção começou em fevereiro de 1909 sob o nome de Picardie, porém pouco depois foi renomeado para seu nome final, sendo lançado em setembro de 1910. Era a maior e mais veloz embarcação francesa já construída até então. Sua viagem inaugural foi realizada em abril de 1912, com seus passageiros sendo surpreendidos pela luxuosidade de seus interiores, o que lhe rendeu o apelido de "Versalhes do Atlântico".
O navio inicialmente sofreu problemas de vibrações e balanços, que foram corrigidas em 1913 pelos estaleiros britânicos da Harland and Wolff. Com o início da Primeira Guerra Mundial em 1914, o France foi convocado para o serviço de guerra e foi transformado em um cruzador auxiliar, porém, como consumia muito combustível, foi logo convertido em um navio de transporte de tropas. Ele desempenhou essa função com sucesso entre fevereiro e abril de 1915 durante a Campanha de Galípoli. Foi convertido novamente em 1916, desta vez para um navio hospital, realizando diversas viagens até 1917, quando passou a transportar tropas dos Estados Unidos para a Europa.
O France transportou tropas norte-americanas de volta para casa ao final da guerra em 1918 até retornar ao serviço comercial. Seus motores foram trocados em 1923 para consumirem combustível, com mais reformas sendo feitas para diminuir o tamanho da terceira classe. Com a chegada do SS Île de France em 1927, o France começou a ficar ultrapassado e assim foi colocado em cruzeiros pelo Mediterrâneo e pelas Antilhas Francesas, porém era muito caro de se operar e foi tirado do serviço em 1932. A embarcação permaneceu atracada em Le Havre até novembro de 1934, quando foi vendido para sucata. Ele deixou Le Havre em abril de 1935 e foi para Dunquerque, onde foi desmontado.